# Horia Andreescu
Horia Andreeescu (n. 18 octombrie 1946, Brașov, România) este un dirijor român. Horia Andreescu este dirijorul principal al Filarmonicii „George Enescu”.

## Date biografice
S-a născut la Brașov și a copilărit într-un cartier săsesc.
Între 1974-1987 a fost dirijor la Orchestra Filarmonicii din Ploiești.
A absolvit Conservatorul din București, urmând apoi cursuri la Academia de Muzică din Viena sub îndrumarea lui Hans Swarowsky și a lui Karl Österreicher și la Trier și München cu dirijorul Sergiu Celibidache. 
Este distins cu premiul Criticii la Bienala Muzicii Contemporane în 1981 la Berlin. În 1997, Uniunea Criticilor Muzicali îl numește "Dirijorul anului". 
Este fondatorul și dirijorul Orchestrei de Cameră "Virtuozii" din București.
A colaborat și dirijat cu mari orchestre din Europa, printre care London Symphony Orchestra, Wiener Symphoniker, Royal Philarmonic Orchestra, orchestrele simfonice din Ierusalim, BBC Scottish si multe altele.

## Distincții
- Ordinul național „Pentru Merit” în grad de Mare Ofițer (1 decembrie 2000) „pentru realizări artistice remarcabile și pentru promovarea culturii, de Ziua Națională a României”[4]
- Ordinul Național „Pentru Merit” în grad de Mare Cruce (2006)[5]
- Este laureat al Premiului Comitetului Național UNESCO Pentru Dezvoltare Culturală (2002).[6]